# 龍族拼圖X
《龍族拼圖X》（日语：パズドラクロス），是日本GungHo發行的任天堂3DS專用遊戲，為《龍族拼圖》的延伸作品。遊戲於2016年7月28日發售，同時推出「神之章」及「龍之章」兩個版本。
電視動畫於2016年7月4日起在日本東京電視台聯播網播放。香港ViuTV在2018年10月4日起播放。

## 故事概要
和平小島驚現寶珠高能反應，而不久前恰逢墜海隕石失蹤……武裝力量和龍喚士紛紛行動。主人公艾斯和怪物夥伴展開的熱血友情成長的冒險故事。

## 登場角色
艾斯
聲：吉永拓斗、田中誠人（幼時）（日本）；黃尉斯（香港）
蘭司
聲：柿原徹也、矢島晶子（幼時）（日本）；簡懷甄（香港）
玉藏
聲：金田朋子（日本）（日本）；何凱怡（香港）
德比
聲：坂本千夏（日本）；陳凱婷（香港）
索妮雅
聲：雨宮天（日本）；顧詠雪（香港）
莎羅
聲：寺崎裕香
老虎
聲：勝杏里（日本）；郭湛深（香港）
石榴石
聲：山下七海（日本）；陳雪瑩（香港）
王
聲：中村悠一、吉永拓斗（幼少）
前代玉藏
聲：金田朋子
蕾娜
聲：久川綾（日本）；陳凱婷（香港）

### 動畫原創角色
哈魯
聲：井上麻里奈（日本）；石梓晴（香港）
人類。艾斯的青梅竹馬。
紐德
聲：杉田智和（日本）；梁皓翔（香港）
龍人。人類城市維也納的SDF副官。視龍人等龍喚士為人類的威脅，策劃清除他們。
斯特瓊jr.
聲：橫山智佐
光之龍喚士、龍人。光之古老的候補前代斯特瓊的兒子。個性好鬥、鄙視不如己者。戰鬥力驚人。
前代斯特瓊
聲：高田裕司
龍人。家族守護著前往龍人故鄉的要道，某次陰謀襲擊中，公會馳援不及，全族覆滅，與怪物所生的其子斯特瓊jr.獨存。

### 多米尼翁
阿格特
聲：大友龍三郎
動畫中原是地下競技場有名的鬥士龍喚士。為人卑鄙無恥，平日滿口正義，卻在小孩間留有正義的形象。決鬥盃賽後，參與邪惡組織多米尼翁。
庫洛艾爾
聲：鈴木達央
原創角色。在決鬥盃賽失利後加入多米尼翁。

### 元老
華哈頓
聲：稲葉実（日本）；羅偉亮（香港）
水之元老
埃爾多拉
聲：山崎和佳奈（日本）
火之元老
丁貝魯
聲：西川幾雄（日本）
木之元老，為現有的元老年齡最大的，之後退位，把元老之位傳給多利亞。
多利亞
聲：水島大宙（日本）
新任木之元老
傑斯
聲：遊佐浩二（日本）；郭湛深（香港）
光之元老，目的是龍人原始化，因為跟達菲尼斯意見分歧，所以對她下手，之後接任暗之元老。
達菲尼斯
聲：皆川純子（日本）；顧詠雪（香港）
原任暗之元老
摩根
聲：澤城美雪（日本）
於故事最後接任暗之元老

## 漫畫
於《月刊CoroCoro Comic》2016年5月號開始連載。由井上桃太作畫。

## 電視動畫
2016年2月19日公佈《龍族拼圖》電視動畫化。於同年7月4日在東京電視台系列頻道播出，以《龍族拼圖X》改編，描述主人公和怪物夥伴們展開的熱血友情成長的冒險故事。

### 製作人員
- 原作：GungHo Online Entertainment
- 監督：龜垣一
- 系列構成：佐藤大、StoryRiders
- 人物設定：秋山由樹子
- 怪物設定：岩永悅宜（日语：岩永悦宜）、遠藤正明、桝田浩史、田中比呂人（日语：田中比呂人）
- 道具設計：宮川治雄
- 美術設計：天田俊貴
- 美術監督：野村正信、扇山秋仁
- 色彩設定：北澤希實子
- 攝影監督：生田幸那
- 編集：森田清次
- 音樂：山下康介
- 音響監督：浦上慶子（日语：浦上慶子）、浦上靖之（日语：浦上靖之）
- 音響製作：AUDIO PLANNING U
- 動畫製作：Studio Pierrot
- 製作：東京電視台、PUZZLE & DRAGONS X Project

### 主題曲
片頭曲
「WE ARE GO」（第1－26話）
作詞、作曲：TAKUYA∞，編曲：UVERworld、Satoru Hiraide，主唱：UVERworld
「Colors」（第27－51話）
作詞、作曲：片桐航，編曲：akkin & Lenny code fiction，主唱：Lenny code fiction
「Montage」（第52－89話）
作詞：岡野昭仁，作曲：新藤晴一，編曲：篤志、Porno Graffitti，主唱：色情塗鴉
片尾曲
（第1－30話）
作詞：佐藤大，作曲、製作：石野卓球，編曲：CMJK，主唱：
（第31－51話）
作詞、作曲、編曲：中田康貴，主唱：
（第52－88話）
作詞：SoichiroK，作曲：SoichiroK、Nozomu.S，編曲：Soulife，主唱：J☆Dee'Z

### 各話列表
| 話數   | 日文標題 | 中文標題             | 劇本                | 分鏡                     | 演出                  | 作畫監督                                                                                 | 總作畫監督                                     |
| ------ | -------- | -------------------- | ------------------- | ------------------------ | --------------------- | ---------------------------------------------------------------------------------------- | ---------------------------------------------- |
| 第1話  |          | 寶珠衝擊             | 永川成基 佐藤大     | 龜垣一                   | 龜垣一                | 秋山由樹子                                                                               | 不適用                                         |
| 第2話  |          | Cross On             | 永川成基            | 高本宣弘                 | 阿部達也              | 一居一平                                                                                 | 安食圭                                         |
| 第3話  |          | 玉藏奪回大作戰       | 名田寬              | 影山楙倫                 | 關田修 福田皖         | 櫻井拓郎、神戶環 遠藤裕一、松崎正                                                        | 桝田浩史                                       |
| 第4話  |          | 龍座島               | 清水惠              | 奧野浩行                 | 奧野浩行              | 村松尚雄、飯飼一幸                                                                       | 秋山由樹子                                     |
| 第5話  |          | 靈魂裝甲             | 高木聖子            | 高田淳                   | 高田淳                | Park moyung hun 清水勝祐、服部憲知                                                       |                                                |
| 第6話  |          | 馬倫戈樹             | 永川成基            | 大庭秀昭                 | 井之川禛太郎          | 青野厚司、杉山了藏、神戶環 服部憲治、柳瀨讓二、櫻井拓郎                                  | 遠藤裕一 秋山由樹子                            |
| 第7話  |          | 公會龍喚士之路       | 名田寬              | 細田雅弘                 | 田中智也              | 松崎正、窪詔之、山崎展義                                                                 | 秋山由樹子                                     |
| 第8話  |          | 王的腳印             | 清水惠              | 高本宣弘                 | 佐藤清光              | Shin Hey Ran、一居一平                                                                   | 安食圭                                         |
| 第9話  |          | 來自蓋澤的男人       | 上野貴美子          | 影山楙倫                 | 福田皖                | 村松尚雄、遠藤裕一                                                                       | 遠藤裕一 秋山由樹子                            |
| 第10話 |          | 火之元老埃爾多拉     | 上野貴美子          |                          | 安藤貴史              | 櫻井拓郎、神戶環、柳瀨讓二 服部憲治、清水由紀子                                          | 秋山由樹子                                     |
| 第11話 |          | 木之城里夫利爾       | 高木聖子            | 高本宣弘                 | 松本正幸              | Seo Jung Duk、Kim Eun Ha Jung Cheol Gyo、Kim Jin Young Lee Sang Jin、石橋有希子 服部憲知 |                                                |
| 第12話 |          | 新任古老             | 永川成基            | 影山楙倫                 | 宮崎渚                | 飯飼一幸、松崎正、遠藤裕一                                                               | 秋山由樹子 遠藤裕一                            |
| 第13話 |          | 公會入團考試         | 永川成基            | 高本宣弘                 | 小坂春女              | 相馬滿、一居一平                                                                         | 安食圭                                         |
| 第14話 |          | 艾斯回來了           | 清水惠              |                          | 嶌田惣一              | 矢吹智美、栗原學                                                                         | 秋山由樹子                                     |
| 第15話 |          | 炎鐵之魂             | 上野貴美子          | 大庭秀昭                 | 井之川禛太郎 奧野浩行 | 村松尚雄、岸義之、柳瀨讓二 神戶環、櫻井拓郎                                              | 秋山由樹子                                     |
| 第16話 |          | 莎羅和鬧鬼森林       | 清水惠              | 影山楙倫                 | 川西泰二              | Shin Hey Ran                                                                             |                                                |
| 第17話 |          | 白龍                 | 永川成基            | 高本宣弘                 | 長濱亘彥              | 飯飼一幸、山崎展義                                                                       | 窪詔之 栗原學                                  |
| 第18話 |          | 閃耀在黑暗中的誓約   | 上野貴美子          | 龜垣一                   | 村田光                | 秋山由樹子、松崎正、栗原學 岸義之、齊藤崇了、矢吹智美                                    | 秋山由樹子                                     |
| 第19話 |          | 寶珠的秘密           | 藤田伸三            | 松井仁之                 | 佐藤清光              | 石橋有希子、服部憲知 Kim Jin Young                                                       | 安食圭                                         |
| 第20話 |          | 大河的故事（之苦）   | 上野貴美子          | 佐佐木正宏 大庭秀昭      | 井之川禛太郎 左藤洋二 | 櫻井拓郎、神戶環、柳瀨讓二 服部憲治、佐藤元、武內啟 櫻井木之實、粟井重紀                 | 栗原學                                         |
| 第21話 |          | 來自艾斯的郵件       | 清水惠              | 影山楙倫                 | 宮崎渚                | 飯田遥、金丸綾子                                                                         | 秋山由樹子                                     |
| 第22話 |          | 我們青春的瓦爾基里     | 永川成基            | 高本宣弘                 | 大塚隆寬              | 石堂伸晴、橋本航平、長尾圭悟 菊田史子、清水麻未                                          | 栗原學 秋山由樹子                              |
| 第23話 |          | 潛入！SDF秘密基地    | 清水惠              | 松井仁之                 | 川西泰二              | Shin Hey Ran、Hue Hye Jung                                                               |                                                |
| 第24話 |          | 神佑之人             | 藤田伸三            | 嶌田惣一                 | 嶌田惣一              | 矢吹智美、栗原學                                                                         | 秋山由樹子                                     |
| 第25話 |          | 光之城的噩夢         | 永川成基            | 影山楙倫                 | 井之川慎太郎          | 服部憲治、櫻井拓郎 杉山了藏、粟井重紀                                                    | 松﨑正                                         |
| 第26話 |          | 跨越風暴吧           | 清水惠              | 松井仁之                 | 宮崎渚                | 栗原學、岸義之 後藤依子、kim eunha                                                       | 秋山由樹子                                     |
| 第27話 |          | 決鬥盃賽開幕！       | 上野貴美子 永川成基 | 影山楙倫 高本宣弘        | 小坂春女              | 相馬滿、一居一平、石橋有希子                                                             | 安食圭                                         |
| 第28話 |          | SOUL BRAVE發動！     | 藤田伸三            | 龜垣一 影山楙倫          | 川西泰二              | 岸義之、窪詔之、松崎正 遠藤裕一、栗原學、渡部圭祐 齋藤崇了、楠本祐子 Shin Hey Ran        | 不適用                                         |
| 第29話 |          | 瓦爾基的覺醒         | 上野貴美子          |                          | 長濱亘彥              | 菊川孝司、橋本航平、石堂伸晴                                                             | 秋山由樹子                                     |
| 第30話 |          | 我們的友情決鬥！     | 清水惠              | 松井仁之                 | 安藤貴史              | 服部憲治、櫻井拓郎、粟井重紀                                                             | 松崎正                                         |
| 第31話 |          | 光與暗之龍喚士       | 富田頼子            | 高本宣弘                 | 西村博昭              | Shin Hey Ran Hue Hye Jung                                                                |                                                |
| 第32話 |          | 雙子的記憶           | 永川成基            | 影山楙倫                 | 村田光                | 窪詔之、遠藤裕一 岸義之、中谷亞沙美 飯飼一幸                                             | 栗原學                                         |
| 第33話 |          | 殘暴！庫洛艾爾的鞭子 | 福島直浩            | 成田歲法                 | 松木惠一              | 橋本真希、奥野倫史 白石悟、坪田慎太郎 木下由美子                                         | 楠本祐子 秋山由樹子 松﨑正 中谷亞沙美 遠藤裕一 |
| 第34話 |          | 最強的龍喚士         | 福島直浩            | 大塚隆寬                 | 大塚隆寬              | 石堂伸晴、橋本航平 、上野卓志 長尾圭悟                                                   | 楠本祐子 秋山由樹子 芝美奈子                   |
| 第35話 |          | 艾斯vs斯特瓊         | 藤田伸三            | 島津裕行                 | 關田修                | Park myeong hun Kim kyoung hwan 服部憲治、櫻井拓郎                                       | 松﨑正 岸義之                                  |
| 第36話 |          | 激戰！艾斯vs蘭斯     | 清水惠              | 松井仁之                 | 小坂春女              | 相馬滿、石橋有希子、一居一平                                                             | 安食圭                                         |
| 第37話 |          | 激鬥！蘭斯vs艾斯     | 富田頼子            | 影山楙倫                 | 宮崎渚                | 楠本祐子、中谷亞沙美、岸義之 遠藤裕一、窪詔之、松﨑正                                    | 秋山由樹子                                     |
| 第38話 |          | 最後的決戰           | 永川成基            | 成田歲法                 | 川西泰二              | Shin Hey Ran                                                                             |                                                |
| 第39話 |          | 各自啟程             | 藤田伸三            | 松井仁之                 | 村山靖                | J-CUBE、小林由香里                                                                       | 秋山由樹子                                     |
| 第40話 |          | 新的威脅             | 福島直浩            | 松井仁之                 | 西村博昭              | 木下由美子、坪田慎太郎 重松晉一、奧野倫史 宇都木勇、契昇 中山和子                        | 松崎正 遠藤裕一 窪詔之 栗原學                  |
| 第41話 |          | 被奪走的蛋寶珠       | 清水惠              | 高本宣弘                 | 松本正幸              | 服部憲知、Kim Eun Ha Shin Min Seop、Jung Cheol Gyo                                       |                                                |
| 第42話 |          | 森林的驕傲           | 藤田伸三            | 影山楙倫                 | 園田雅裕              | 遠藤裕一、岸義之 中谷亞沙美、村松尚雄                                                    | 秋山由樹子                                     |
| 第43話 |          | 襲擊澤雷摩尼的黑影   | 富田賴子            | 成田歲法                 | 小坂春女              | 相馬滿、一居一平、石橋有希子                                                             | 安食圭                                         |
| 第44話 |          | 漆黑的挑戰書         | 永川成基            | 高本宣弘                 | 村山靖                | 小林由香里、J-CUBE 川口弘明、永井泰平                                                    | 松崎正 窪詔之                                  |
| 第45話 |          | 保護艾克西翁         | 清水惠              | 島津裕行                 | 大塚隆寬              | 橋本航平、、長尾圭悟                                                                     | 秋山由樹子                                     |
| 第46話 |          | 龜裂的圓桌           | 福島直浩            | 松井仁之                 | 川西泰二              | Shin Hey Ran                                                                             |                                                |
| 第47話 |          | 安吉努的祈願         | 永川成基            | 影山楙倫                 | 宮崎渚                | 矢吹智美、中谷亞沙美 遠藤裕一、村松尚雄                                                  | 秋山由樹子 松崎正                              |
| 第48話 |          | 龍之墓地             | 富田賴子            | 成田歲法                 | 松本正幸              | Shin Min Seop、shin syung sik jung cheol gyo、park sang ho                               | 安食圭                                         |
| 第49話 |          | 神之要塞             | 藤田伸三            | 高本宣弘                 | 淺見松雄              | 窪詔之、奧野倫史 中山和子、飯飼一幸 藤田和行、宇都木勇、契里昇                           | 松崎正 窪詔之 岸義之                           |
| 第50話 |          | 龍人之鄉斯特拉       | 清水惠              | 松井仁之                 | 中村近世              | 竹內昭、小林由香里、桝井一平                                                             | 秋山由樹子 楠本祐子                            |
| 第51話 |          | 兩頭龍               | 福島直浩            | 嶌田惣一                 | 小坂春女              | 相馬滿、一居一平、石橋有希子                                                             |                                                |
| 第52話 |          | 在三個月亮下         | 永川成基            | 大塚隆寬                 | 大塚隆寬              | 橋本航平、 長尾圭悟、李小雷                                                              | 松崎正 楠本祐子                                |
| 第53話 |          | 大決鬥杯賽開幕！     | 福島直浩            | 園田雅裕                 | 園田雅裕              | 中谷亞沙美、矢吹智美 遠藤裕一、金塚泰彥                                                  | 秋山由樹子                                     |
| 第54話 |          | 斯特拉的秘密         | 清水惠              | 高本宣弘                 | 川西泰二              | Shin Hey Ran 相馬滿、石橋有希子                                                          | 安食圭                                         |
| 第55話 |          | 謎之龍喚士們         | 藤田伸三            | 影山楙倫                 | 淺見松雄              | 飯飼一幸、中山和子 宇都木勇、奧野倫史                                                    | 松崎正 矢吹智美 遠藤裕一                       |
| 第56話 |          | 神的使命             | 藤田伸三            | 島津裕行                 | 佐土原武之            | 小林由香里、桝井一平、竹內昭                                                             | 楠本祐子 矢吹智美 遠藤裕一                     |
| 第57話 |          | 與暗激戰             | 富田賴子            | 高本宣弘                 | 松本正幸              | 石堂伸晴、Shin Min Seop                                                                  |                                                |
| 第58話 |          | 里布里亞的每一天     | 清水惠              | 松井仁之                 | 山田雅之              | 金塚泰彥、岸義之 村松尚雄、中谷亞沙美                                                    | 不適用                                         |
| 第59話 |          | 星之碎片             | 清水惠              | 成田歲法                 | 飛田剛                | 櫻井木之實、相澤茉莉、李小雷                                                             | 秋山由樹子 矢吹智美 松崎正                     |
| 第60話 |          | 暴亂的秘密           | 永川成基            | 影山楙倫                 | 淺見松雄              | 飯飼一幸、宇都木勇 中山和子、阿部安佳里 佐藤愛架、近藤健司                               | 矢吹智美 遠藤裕一 秋山由樹子 楠本祐子          |
| 第61話 |          | 決戰的艾斯           | 福島直浩            | 島津裕行                 | 小坂春女              | 相馬滿、一居一平、石橋有希子                                                             | 安食圭                                         |
| 第62話 |          | 蘭斯咆哮             | 富田賴子            | 影山楙倫                 | 中村近世              | 小林由香里、山本径子、竹內昭 川口弘明、窪詔之                                            | 秋山由樹子 楠本祐子 松崎正                     |
| 第63話 |          | 傑斯特的野心         | 藤田伸三            | 園田雅裕                 | 園田雅裕              | 金塚泰彥、岸義之、遠藤裕一 村松尚雄、遠藤正明                                            | 秋山由樹子                                     |
| 第64話 |          | 拯救者               | 永川成基            | 高本宣弘                 | 川西泰二              | Shin Hey Ran、Lee Suk Yoon 相馬滿、一居一平、石橋有希子                                  |                                                |
| 第65話 |          | 碰巧去了這種島       | 清水惠              | 松井仁之                 | 守泰佑                | 中谷亞沙美                                                                               | 秋山由樹子                                     |
| 第66話 |          | 斯特拉的覺醒         | 永川成基            | 大塚隆寬                 | 大塚隆寬              | 櫻井木之實、橋本航平、李小雷                                                             | 秋山由樹子 栗原學 松崎正                       |
| 第67話 |          | 極光太陽神           | 永川成基            | 成田歲法                 | 藤本義孝              | Shin Min Seop、Kim Jin young Jung Cheol Gyo、服部憲知 柳瀨讓二                           | 安食圭                                         |
| 第68話 |          | 金色之翼             | 峰岸瞳              | 山田雅之                 | 山田雅之              | 金塚泰彥、岸義之 村松尚雄、遠藤裕一                                                      | 不適用                                         |
| 第69話 |          | 姐妹                 | 福島直浩            | 島津裕行                 | 中村近世              | 小林由香里、竹內昭 、栗原學                                                              | 秋山由樹子 松崎正                              |
| 第70話 |          | 番紅花的未來         | 藤田伸三            | 松井仁之                 | 小坂春女              | 相馬滿、一居一平、石橋有希子                                                             |                                                |
| 第71話 |          | 野獸學園SOS          | 富田賴子            | 島津裕行                 | 村田光                | 中谷亞沙美、矢吹智美、栗原學                                                             | 不適用                                         |
| 第72話 |          | Angry Tiger          | 福島直浩            | 高本宣弘                 | 川西泰二              | Shin Hey Ran、Lee Suk Yoon Park Sang Ho、石橋有希子 一居一平、                           | 安食圭                                         |
| 第73話 |          | 綠色守護神           | 藤田伸三            | 藤田伸三                 | 飛田剛                | 櫻井木之實、橋本航平、李小雷                                                             | 秋山由樹子 栗原學 岩永悅宜                     |
| 第74話 |          | 索妮婭和生命之樹     | 福島直浩            | 園田雅裕                 | 園田雅裕              | 金塚泰彥、栗原學、村松尚雄 大久保美香、松崎正、窪詔之                                    | 不適用                                         |
| 第75話 |          | 追憶的蘭斯           | 富田賴子            | 成田歲法                 | 藤本義孝              | Lee Sang Jin、服部憲治 柳瀨讓二                                                          |                                                |
| 第76話 |          | 最後的原始化         | 永川成基            | 高本宣弘                 | 中村近世              | 野上慎也、竹內昭 山本徑子、HANIL                                                         | 楠本祐子 益田有希子 窪詔之 松崎正              |
| 第77話 |          | 冰凍的太陽           | 永川成基            | 村田雅彥                 | 村田雅彥              | 秋山由樹子、矢吹智美 遠藤裕一                                                            | 不適用                                         |
| 第78話 |          | 奪回托利艾           | 藤田伸三            | 成田歲法                 | 小坂春女              | 相馬滿、一居一平、石橋有希子                                                             | 安食圭                                         |
| 第79話 |          | 正義的決斷           | 福島直浩            | 大塚隆寬                 | 大塚隆寬              | 橋本航平、 櫻井木之實、和田勝之 池田結姬                                                 | 楠本祐子 秋山由樹子 松崎正                     |
| 第80話 |          | 澤雷摩尼的覺悟       | 福島直浩            | 高本宣弘                 | 岩田和也              | Jang Min ho、金塚泰彥 益田有希子、村松尚雄 大久保美香                                    | 秋山由樹子                                     |
| 第81話 |          | 往光之塔進發         | 富田賴子            | 島津裕行                 | 川西泰二              | Shin Hey Ran、Lee Sok Yun 石橋有希子、一居一平                                           |                                                |
| 第82話 |          | 無星之夜             | 峰岸瞳              | 龜垣一                   | 村山靖                | 矢吹智美、遠藤裕一 HANIL ANIMATION                                                       | 秋山由樹子 金塚泰彥 矢吹智美                   |
| 第83話 |          | 破壞和平的人         | 藤田伸三            | 成田歲法                 | 中村近世              | 小林由香里、山本徑子 大久保美香、村松尚雄                                                | 松崎正 金塚泰彥 岸義之                         |
| 第84話 |          | 魔神                 | 永川成基            | 園田雅裕 中谷亞沙美      | 園田雅裕              | 中谷亞沙美、金塚泰彥 HANIL ANIMATION 遠藤正明（機械）                                    | 秋山由樹子                                     |
| 第85話 |          | 究極存在             | 福島直浩            | 成田歲法                 | 藤本義孝              | 服部憲治、柳瀨讓二 Lee Sang Jin、Kim Jin Young                                           | 安食圭                                         |
| 第86話 |          | 艾斯和蘭斯           | 富田賴子            | 高本宣弘                 | 西島圭祐              | 服部憲知、橋本純一 西島圭祐、Jang min ho                                                 | 楠本祐子 矢吹智美 松崎正                       |
| 第87話 |          | 光芒潰滅之時         | 福島直浩            | 影山楙倫                 | 荻原露光              | HANIL ANIMATION、KAON                                                                    | 矢吹智美 楠本祐子 松崎正 村松尚雄              |
| 第88話 |          | 王                   | 永川成基            | 島津裕行                 | 小坂春女              | 相馬滿、一居一平、石橋有希子                                                             |                                                |
| 第89話 |          | 特拉龍               | 永川成基            | 高本宣弘 成田歲法 龜垣一 | 村山靖                | 秋山由樹子、金塚泰彥 中谷亞沙美                                                          | 秋山由樹子                                     |

### 播放電視台
| 播放地區       | 播放電視台   | 播放日期                                                | 播放時間（UTC+9）                                   | 所屬聯播網 | 備註   |
| -------------- | ------------ | ------------------------------------------------------- | --------------------------------------------------- | ---------- | ------ |
| 關東地方       | 東京電視台   | 2016年7月4日－2018年3月26日                             | 星期一 18時25分－18時55分                           | 東京電視網 | 製作局 |
| 北海道         | TV北海道     | 2016年7月4日－2018年3月26日                             | 星期一 18時25分－18時55分                           | 東京電視網 |        |
| 愛知縣         | 愛知電視台   | 2016年7月4日－2018年3月26日                             | 星期一 18時25分－18時55分                           | 東京電視網 |        |
| 大阪府         | 大阪電視台   | 2016年7月4日－2018年3月26日                             | 星期一 18時25分－18時55分                           | 東京電視網 |        |
| 岡山縣、香川縣 | 瀨戶內電視台 | 2016年7月4日－2018年3月26日                             | 星期一 18時25分－18時55分                           | 東京電視網 |        |
| 福岡縣         | TVQ九州放送  | 2016年7月4日－2018年3月26日                             | 星期一 18時25分－18時55分                           | 東京電視網 |        |
| 日本全國       | BS JAPAN     | 2016年7月7日－2017年4月6日 2017年4月12日－2018年3月28日 | 星期四 17時00分－17時29分 星期三 17時29分－17時58分 | 衛星電視   |        |

| 香港 ViuTV 星期四、五 17:00－17:30                             | 香港 ViuTV 星期四、五 17:00－17:30              | 香港 ViuTV 星期四、五 17:00－17:30 |
| -------------------------------------------------------------- | ----------------------------------------------- | ---------------------------------- |
|                                                                | 龍族拼圖X （2018年10月4日－2019年8月8日）       |                                    |
| 決鬥大師VS ↓ 決鬥大師VSR ↓ 決鬥大師VSRF ↓ 決鬥大師2017 第1季   | 動感火車家族 第2季                              |                                    |
| 星期一至三 12:30－13:00 2021年2月15日、2月24日、3月8日暫停播映 |                                                 |                                    |
| Battle Spirits – 最強銀河究極Zero 重播                         | 龍族拼圖X 重播 （2020年12月1日－2021年6月30日） | ? 【動畫時段取消】                 |

## 外部連結
- 「龍族拼圖X」官方網站 （页面存档备份，存于）（日語）
- 電視動畫「龍族拼圖X」官方網頁（日語）
- 電視動畫「龍族拼圖X」東京電視台網頁 （页面存档备份，存于）（日語）
- 電視動畫「龍族拼圖X」官方的X（前Twitter）